# 흑거미
"흑거미"는 한국에서 제작된 김시현 감독의 1975년 영화이다. 황인식 등이 주연으로 출연하였고 박종찬 등이 제작에 참여하였다.

## 출연

### 주연
- 황인식
- 여수진
- 김기주